# Momento angular orbital de la luz
El momento angular orbital de la luz —referido a veces como OAM, acrónimo del inglés Orbital angular momentum— es una de las componentes del momento angular de la luz. Depende de la distribución espacial del campo electromagnético, pero no de su polarización. 
Se puede dividir, a su vez en un ‘momento angular orbital interno’, que es un momento angular propio del haz de luz y asociado a la forma del frente de onda helicoidal o en espiral; y en un ‘momento angular orbital externo’, que depende del origen de coordenadas elegido y que se obtiene con el producto vectorial entre el vector de posición del rayo de luz y su momento lineal total.

## Introducción

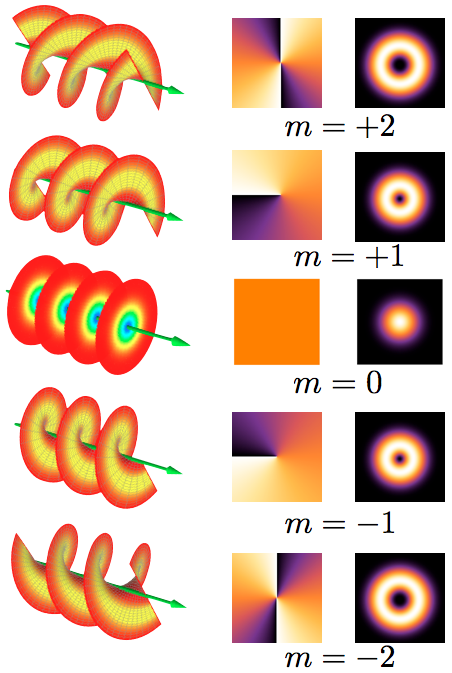
Cada columna muestra una estructura distinta de un rayo de luz helicoidal, sus espacios fásicos, y sus distribuciones de intensidad correspondientes.

Un rayo de luz transporta un momento lineal {\displaystyle \mathbf {P} }, por lo que también se le puede asociar un momento angular externo {\displaystyle \mathbf {L} _{e}=\mathbf {r} \times \mathbf {P} }. Este momento angular externo depende de qué origen de coordenadas se elija. Si se elige como origen de coordenadas un punto en el eje de propagación de la luz, y el haz de luz es cilíndrico —en lo que a su distribución del momentos se refiere—, este momento angular será nulo. Este momento angular es un tipo de momento angular orbital —el que se ha denominado ‘momento angular orbital externo’—, ya que no está relacionado con la polarización y solo depende de la distribución espacial del campo electromagnético.
Por el contrario, un haz de luz posee también un ‘momento angular orbital interno’, que se manifiesta en rayos de luz paraxiales como ‘modos helicoidales’. Estos modos del campo electromagnético se caracterizan por su frente de onda con forma de hélice, con un vórtice óptico central sobre el eje de propagación del rayo. Los modos helicoidales se diferencian con un número entero {\displaystyle l}, positivo o negativo. Si {\displaystyle l=0}, el modo no es helicoidal y los frentes de onda son planos sin conexión entre ellos como, por ejemplo, una secuencia de planos paralelos. Si {\displaystyle l=\pm 1}, el frente de onda es una espiral simple —donde el signo de {\displaystyle l} determina si es levógira o dextrógira—, con un paso de igual valor que la longitud de onda {\displaystyle \lambda }. Si {\displaystyle |l|\geqslant 2}, el frente de onda se compone de {\displaystyle |l|} hélices entrelazadas —donde el signo de {\displaystyle l} determina si son levógiras o dextrógiras—, con un paso de igual valor que {\displaystyle |l|\lambda } en cada hélice. El número {\displaystyle l} se denomina carga topológica del vórtice óptico. Los rayos de luz con una carga topológica distinta de cero transportan un determinado momento angular orbital.
En la figura, la primera columna muestra la forma del frente de onda. La segunda columna se corresponde con su espacio fásico óptico en un corte transversal. La tercera columna representa la distribución de intensidades de una sección transversal del rayo, con el vórtice óptico en el centro.
En estos casos, cada fotón tendría un momento angular orbital de {\displaystyle l\hbar } con la dirección del eje de propagación. Este momento es independiente del origen de coordenadas elegido.
Un ejemplo de modos ópticos que tengan un frente de onda helicoidal son en el caso de rayos de modos Laguerre-Gaussianos.

## Descripción matemática
La expresión clásica del momento angular orbital es la siguiente:
{\displaystyle \mathbf {L} =\epsilon _{0}\sum _{i=x,y,z}\int \left(E^{i}\left(\mathbf {r} \times \mathbf {\nabla } \right)A^{i}\right)d^{3}\mathbf {r} ,}
donde {\displaystyle \mathbf {E} } y {\displaystyle \mathbf {A} } son el campo eléctrico y el potencial vectorial electromagnético respectivamente, y {\displaystyle \epsilon _{0}} es la permitividad del vacío. Esta expresión se obtiene aplicando a la expresión del momento angular total de un campo electromagnético el teorema de Noether.
La expresión se trasforma, para una onda monocromática, en esta otra:
{\displaystyle \mathbf {L} ={\frac {\epsilon _{0}}{2i\omega }}\sum _{i=x,y,z}\int \left({E^{i}}^{\ast }\left(\mathbf {r} \times \mathbf {\nabla } \right)E^{i}\right)d^{3}\mathbf {r} .}
La expresión es no nula cuando la onda no es un cilindro simétrico. En concreto, en la mecánica cuántica, los fotones individuales tiene la siguiente cantidad de momento angular orbital:
{\displaystyle \mathbf {L} _{z}=l\hbar .}
Las funciones de onda correspondientes —autofunciones del operador— tienen la siguiente expresión general:
{\displaystyle \langle \mathbf {r} |l\rangle \propto e^{il\phi }.}
donde {\displaystyle \phi } es la coordenada cilíndrica. Como se ha mencionado en la introducción, esta expresión se corresponde a frentes de onda con forma helicoidal con un vórtice óptico en centro del eje de propagación.

## Uso potencial en telecomunicaciones
En telecomunicaciones, es posible usar los distintos modos del momento angular orbital de la luz como canales de multiplexación, en lo que se ha venido a llamar acceso múltiple por división de momento angular orbital de la luz
Al investigar sobre el momento angular orbital de la luz se ha sugerido que se puede enviar cantidades de información nunca antes alcanzadas a través de fibra óptica. De acuerdo con las pruebas preliminares, 8 rayos de luz polarizados de forma circular son capaces de transportar más de 2,5 terabits de información por segundo.